# Cornelia Schmidjell
Cornelia Schmidjell (* 21. März 1964 in Braunau am Inn, Oberösterreich) ist eine ehemalige österreichische Politikerin (SPÖ). Vom 6. Juli 2011 bis zum 3. Oktober 2012 war sie Soziallandesrätin im Land Salzburg. Seit 2. Juli 2020 ist Schmidjell Direktorin der Salzburger Arbeiterkammer.

## Leben
Cornelia Schmidjell war von 1970 bis 1974 Schülerin der Volksschule in Hochburg-Ach und maturierte im Jahr 1982 am Bundesgymnasium Braunau. Als Studentin der Rechtswissenschaften an der Universität Salzburg kam sie 1982 nach Salzburg. Im Jahr 1987 legte sie ihre Sponsion zur Magistra ab. An der Universität lernte sie auch die spätere Salzburger Landeshauptfrau Gabi Burgstaller kennen.
Schmidjell begann ab 1988 als Juristin in der Kammer für Arbeiter und Angestellte zu arbeiten, ab 1989 vertrat sie Arbeitnehmer in Prozessen vor dem Arbeits- und Sozialgericht Salzburg. Im Jahr 1999 wurde sie zur Leiterin des Referats für Arbeitsrecht bestellt, und im Jahr 2004 zur Leiterin der Abteilung Sozialpolitik.
Nach dem Ausscheiden von Erika Scharer als Landesrätin aus der Salzburger Landesregierung Burgstaller II, Anfang Juli 2011, wurde Cornelia Schmidjell als Scharers Nachfolgerin präsentiert und am 6. Juli 2011 in ihrem Amt vereidigt. Am 6. September 2012 gab Schmidjell bekannt, am 3. Oktober 2012 zurücktreten zu wollen, da sie auf Grund ihrer Erkrankung an Brustkrebs nicht mehr in der Lage sei, ihre Aufgabe mit voller Kraft erfüllen zu können. Als ihr Nachfolger wurde Walter Steidl nominiert.
Nach ihrem Engagement in der Landespolitik kehrte Schmidjell in ihren vorherigen Beruf in der Salzburger Arbeiterkammer zurück. Mit 1. Juli 2017 wurde sie zur stellvertretenden Direktorin, mit 2. Juli 2020 als erste Frau in der Geschichte der  Arbeiterkammer Salzburg zur Direktorin bestellt.
Daneben ist Schmidjell Aufsichtsratsvorsitzende des Berufsförderungsinstitutes (BFI) Salzburg und des  Parkhotels Brunauer der AK.
Seit Oktober 2013 ist Schmidjell Landesvorsitzende der Kinderfreunde Salzburg.
Cornelia Schmidjell ist mit dem Juristen Johann Schmidjell verheiratet.